# لای شیره
لای شیره یک روستا در ایران است که در شهرستان سیرجان واقع شده‌است.